# Dreanka, Smolean
Dreanka (în bulgară Дрянка) este un sat în comuna Banite, regiunea Smolean,  Bulgaria. 

## Demografie
Componența etnică a satului Dreanka
     Nicio identificare (9,59%)
     Bulgari (90,4%)
     Altele (0%)
La recensământul din 2011, populația satului Dreanka era de 271 locuitori. Din punct de vedere etnic, majoritatea locuitorilor (90,4%) erau bulgari. Pentru 9,59% din locuitori nu este cunoscută apartenența etnică.